# Dị thể
Dị thể là một thuật ngữ được áp dụng cho một loạt các hiện tượng riêng biệt trong các lĩnh vực khoa học khác nhau. Thường phải làm với một số loại khác biệt, "dị", trong sinh sản, "gamy". Xem dưới đây để hiểu rõ cụ thể hơn.

## Khoa học

### Sinh học sinh sản
Trong sinh học sinh sản, dị thể là sự xen kẽ của các thế hệ được tổ chức khác nhau, được áp dụng cho sự xen kẽ giữa trinh sản và một thế hệ sinh sản hữu tính. Kiểu dị hình này xảy ra ví dụ ở một số loài rệp.
Cách khác, dị thể thường được sử dụng như một từ đồng nghĩa của dị giao, có nghĩa là sự hiện diện của hai nhiễm sắc thể không giống nhau trong sinh sản hữu tính. Ví dụ, nam XY và nữ ZW được gọi là giới tính không đồng nhất.

### Sinh học tế bào
Trong sinh học tế bào, dị thể là một từ đồng nghĩa của anisogamy - hiện tượng bất đẳng giao, điều kiện là giao tử cá thể đực có kích thước khác với cá thể cái được tạo ra bởi hai giới khác nhau hoặc các loại giao phối trong một loài.

### Thực vật học
Trong thực vật học, một loài thực vật không đồng nhất khi nó mang ít nhất hai loại hoa khác nhau liên quan đến cấu trúc sinh sản của chúng, ví dụ như hoa đực và hoa cái hoặc hoa lưỡng tính và hoa cái. Nhị hoa và bộ nhụy không thường xuyên có mặt trong mỗi bông hoa hoặc hoa.

## Khoa học xã hội
Trong xã hội học, sự không đồng nhất đề cập đến một cuộc hôn nhân giữa hai cá nhân khác nhau về một tiêu chí nhất định, và trái ngược với sự đồng nhất về một cuộc hôn nhân hoặc sự kết hợp giữa các đối tác phù hợp với tiêu chí đó. Ví dụ, dị thể dân tộc đề cập đến các cuộc hôn nhân liên quan đến các cá nhân thuộc các nhóm dân tộc khác nhau. Sự không đồng nhất về tuổi tác đề cập đến những cuộc hôn nhân liên quan đến các đối tác ở các độ tuổi khác nhau đáng kể. Sự không đồng nhất và đồng nhất cũng được sử dụng để mô tả cho một cuộc hôn nhân hoặc sự kết hợp giữa những người không giống và giống như giới tính (hoặc giới tính) tương ứng.